# 西新桥 (惠州)
西新桥，曾用名为丰乐桥、苏公桥，是一座位于中华人民共和国广东省惠州市惠城区的桥梁。该桥的历史可追溯至北宋之前，而现今的桥梁则于1983年重建。
该桥位于惠州西湖苏堤，是惠州西湖“五湖六桥八景”中“六桥”的第一桥，亦是惠州西湖平湖与丰湖的分界线。每逢节假日，该桥与苏堤作为多数游客游览惠州西湖景区的第一站，总能呈现摩肩接踵、游人如织的画面。

## 构造及意义
现今的拱北桥为惠城区的一条横跨西湖的桥梁，长33.1米，宽10.5米，为半月形水泥混凝土加花岗石结构拱桥。桥梁中间砌有台阶，两侧有石质栏杆，桥面两侧距栏杆1.5米以内的位置铺设有无障碍通道。
西新桥的修筑方便了惠州西湖东西两岸的交通，亦与苏堤、东新桥等一同为现时的惠州留下了浓厚的苏东坡印记。此外，有学者认为该桥的修筑体现了宋朝惠州造桥技术之成熟。

## 历史
西新桥的历史最早应追溯至修建年代不明的丰乐桥，此桥以木料修筑，在水中极易腐烂，因此屡修屡坏。苏轼被贬谪至惠州后，亦时有见到妇女在经由丰乐桥前往西山割草途中失足堕湖的场景。北宋绍圣二年（1095年）九月，苏轼的表兄、时任广南东路提刑程正辅赴惠州府视察灾情，苏轼便借此机会提出修桥筑堤的想法，并获得程的支持。随后，苏轼向时任惠州府太守詹范讲解了其修筑堤桥的具体方案，詹对此表示肯定。其后，苏轼委任栖禅寺僧人希固为包工头，又鼓励该寺庙的其他和尚化缘筹款。桥梁最终于当年十月破土动工。
但桥梁修建期间，受灾情影响，惠州府因财力不足而濒临停止运作，一度计划搁置各项工程。为此，苏轼除了捐出作为其身上仅有的值钱物品的犀带来支持建设之外，又写信向苏辙求助。苏辙就让其夫人史氏捐出此前内宫赏赐的数千两黄金，才得以凑足工程款项。位于西湖的堤坝及其上的桥梁最终在绍圣三年（1096年）六月完工；后者被命名为西新桥，材料皆为取自罗浮山的石盐木，上有飞阁数间。桥梁落成后，苏轼与当地百姓在西村（今惠州宾馆）尽情饮酒庆贺，持续三日。
南宋绍熙之前，按许骞《西新桥记》所载，桥上飞阁已不存。庆元二年（1196年），时任惠州知州林复重修该桥为十一丈五尺长，二丈一尺宽的石桥，下开五孔，可通舟，并重建亭楼，是为该桥落成后迎来的首次大修。明嘉靖三十五年（1556年），惠州府知府吴晋主持改造苏堤及西新桥，改造后的桥梁高一丈六尺，宽约为八尺，长约为八丈，桥下仍开有五孔。民国年间，桥梁又被改建为五孔红石桥，且未有设置桥栏。
1959年惠州爆发特大洪水之后，当地民众重修西新桥，将桥长由27米加筑至30米，桥宽由6.5米拓至9米，以花岗石铺设桥面，并安装护栏。1983年，由于平湖湖床淤浅，导致湖水上升至几乎要淹没既有西新桥桥孔的位置，惠州西湖建设委员会对平湖进行了整治，并重建了该桥的桥基，将桥拱加高1.1米至1.5米，以混凝土及花岗石重修该桥为如今的模样。
2008年，惠州市西湖管理局将该桥靠近两侧栏杆的1.5米宽的桥面改造为无障碍通道，以方便轮椅人士游览。2010年11月，西湖管理局对该桥的无障碍通道实施整修，并应市民投诉对桥面进行防滑处理。

## 关联艺术创作
西新桥与东新浮桥落成后，苏轼曾留《两桥诗·西新桥》表达了自己内心的自豪之情。
明代诗人陈运曾赋“西湖六桥”组诗，当中《西新桥》云：
|                    | 飞虹千柱挂湖西，犹是苏公旧日堤。莫道沧桑今古异，风流曾记昔年题。 |
| ——陈运，《西新桥》 |                                                                  |

同是明代的状元陈谨于嘉靖三十六年（1557年）被贬为惠州推官后，曾以“苏公去惠千百年，美至今而益彰矣”形容西新桥“如虹霓跨空”的姿态。
此外，由秦中英编剧，谢平安导演的粤剧《东坡与朝云》亦有体现苏东坡倡议修建西新桥，并为此筹措资金的场景，而该桥梁本身亦在经过艺术化处理后被搬上舞台。此剧于2008年11月16日在惠州首演。
而在2015年11月24日，惠州市有关部门公布了由设计师王仁峰设计的第六届（惠州）东坡文化节暨第八届惠州旅游节的标志，该标志将西新桥与苏东坡、泗洲塔等元素融为一体。